# Crystal Castles (álbum de 2010)
Crystal Castles II es el segundo álbum de estudio de la banda canadiense Crystal Castles. Fue lanzado por Fiction Records el 24 de mayo de 2010. El álbum inicialmente estaba programado para lanzarse el 7 de junio de 2010, pero fueron postergados debido a filtraciones por Internet, y una versión digital del álbum publicado el 23 de abril de 2010.
El álbum recibió críticas muy buenas, destacándolo como un álbum de pop trascendente, impactante y que mantiene la estética oscura que caracteriza a la banda. A diferencia del álbum anterior homónimo inspirado en los 8-bits, Crystal Castles II es mucho más pacífico y sosegado, contiene sonidos más amplios, ecoicos y orgánicos, mucho más humano. Alice Glass muestra una voz más melódica, que los gritos estentóreos del álbum anterior.

## Desarrollo
El álbum fue grabado por Ethan Kath en varias locaciones, incluyendo una iglesia abandonada en Islandia, una cabina construida por él mismo en el norte de Ontario, un garaje detrás de una botica abandonada en Detroit, así como en el estudio de Paul "Phones" Epworth en Londres. De la experiencia, Kath, dijo: «Grabé más del álbum en el invierno más frío en décadas en este horrible almacén en un aparcamiento». En diciembre de 2009, Kath entregó a la vocalista Alice Glass un CD que contiene 30 pistas instrumentales, para ser juntadas con la voz de Glass.

## Recepción crítica
Crystal Castles recibió críticas muy buenas. De acuerdo con Metacritic, el álbum mantiene una puntuación de 77%. Daniel Brockman de The Boston Phoenix elogió la banda por crear «un despreocupado-aún-denso arbusto de puro pop transcendente». MusicOMH también entregó una reseña extremadamente positiva, describiendo el álbum como «valiente, dramático, más que una pequeña metida de pata y una declaración sorprendentemente emocionante». Pitchfork Media consideró al álbum en 8.5 sobre 10, y lo premió como «Best New Music».
El álbum fue nominado en la larga lista del 2010 de Polaris Music Prize.

## Lista de canciones
| Edición estándar |                      |          |  |
| N.º              | Título               | Duración |  |
| 1.               | «Fainting Spells»    | 2:44     |  |
| 2.               | «Celestica»          | 3:48     |  |
| 3.               | «Doe Deer»           | 1:38     |  |
| 4.               | «Baptism»            | 4:13     |  |
| 5.               | «Year of Silence»    | 4:54     |  |
| 6.               | «Empathy»            | 4:11     |  |
| 7.               | «Suffocation»        | 4:02     |  |
| 8.               | «Violent Dreams»     | 4:35     |  |
| 9.               | «Vietnam»            | 5:08     |  |
| 10.              | «Birds»              | 2:31     |  |
| 11.              | «Pap Smear»          | 3:43     |  |
| 12.              | «Not in Love»        | 3:33     |  |
| 13.              | «Intimate»           | 4:45     |  |
| 14.              | «I Am Made of Chalk» | 3:09     |  |

## Charts
| Gráfico (2010)             | Máxima posición |
| -------------------------- | --------------- |
| Australian Albums Chart    | 25              |
| RU Albums Chart            | 48              |
| RU Dance Albums Chart      | 8               |
| US Albums Chart            | 188             |
| U.S. Digital Albums        | 24              |
| U.S. Top Electronic Albums | 6               |
| U.S. Top Heatseekers       | 3               |

## Premio
| Publicación      | País    | Premio                          | Año  | Ranngo |
| ---------------- | ------- | ------------------------------- | ---- | ------ |
| Drowned In Sound | RU      | Los 50 mejores álbumes del año  | 2010 | #18    |
| NME              | RU      | Los 50 mejores álbumes del año  | 2010 | #31    |
| Pitchfork Media  | EE. UU. | Los 50 mejores álbumes del año  | 2010 | #34    |
| Rough Trade      | RU      | Los 100 mejores álbumes del año | 2010 | #35    |
| Stereogum        | EE. UU. | Los 50 mejores álbumes del año  | 2010 | #12    |